# Étoile (symbole)
Pour les articles homonymes, voir Étoile (homonymie).

Une étoile à cinq branches.

Une étoile est une figure géométrique représentant l'astre dont elle porte le nom. L'étoile est un symbole très courant, notamment en héraldique, vexillologie ou en sport.
Les étoiles les plus courantes sont à cinq ou à six branches, voire à sept. Les utilisations les plus courantes de l'étoile comme symbole sont dans les drapeaux nationaux et dans la religion.

## Étoiles à trois branches
L'étoile à trois branches se retrouve notamment en rouge sur le drapeau des Brigades internationales qui participèrent à la Guerre d'Espagne contre les armées franquistes.
Elle se retrouve également dans le logo de la marque automobile Mercedes.

## Étoiles à quatre branches
C'est la base de la rose des vents, elle symbolise les 4 points cardinaux : Nord, Sud, Est et Ouest. Initialement doté de 8 branches, elle peut en arborer 32 au maximum.

## Étoiles à cinq branches

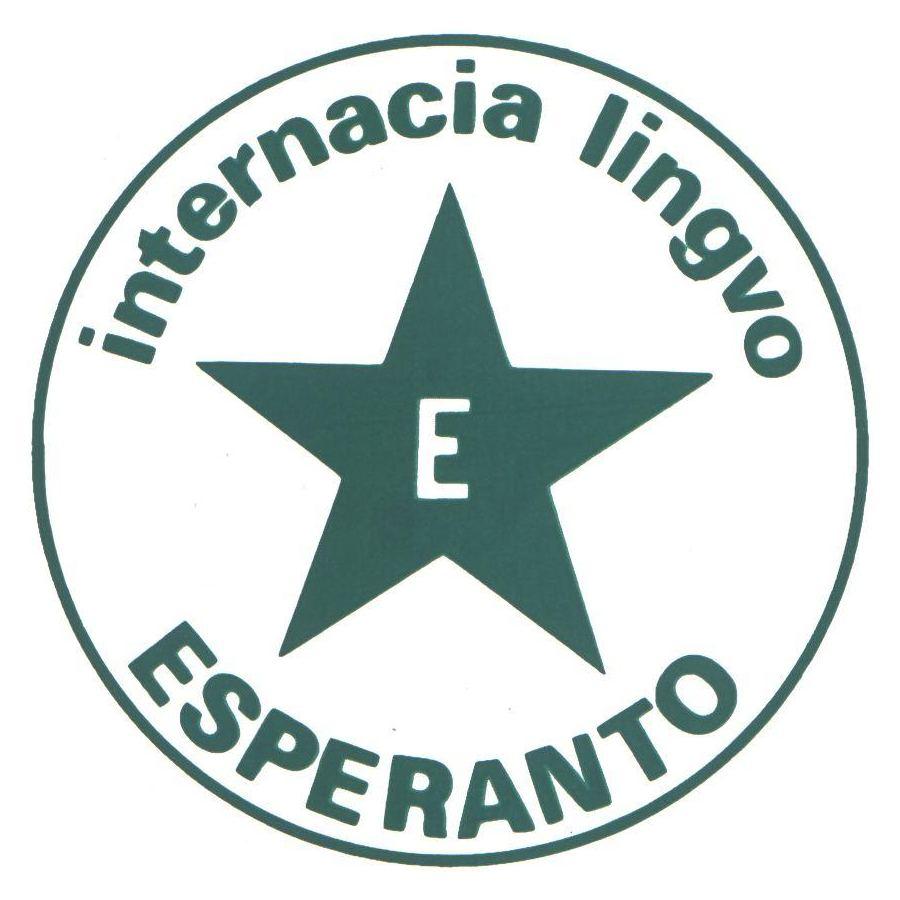
Étoile verte espéranto

L'étoile à cinq branches est associée :
- à la langue internationale équitable espéranto,
- à l'Islam et à d'autres religions,
- au communisme,
- comme symbole militaire,
- à la célébrité (les étoiles du music-hall, les stars du cinéma),
- au drapeau de l'Algérie,
- au drapeau du Maroc,
- au drapeau de la Somalie,
- au pentacle ou pentagramme des magies blanche et noire.

## Étoiles à six branches

Étoile de David bleue

L’étoile de David, symbole des juifs et du judaïsme, est une sorte d'étoile à six branches, en fait un hexagramme, ou plus précisément deux triangles équilatéraux inversés superposés.
L'étoile juive fut également utilisée comme marque de honte durant la ségrégation des juifs sous l'Europe nazie. En effet, les Juifs étaient contraints de porter un bout de tissu représentant une étoile jaune pour les distinguer. L'étoile de David figure dans le drapeau d'Israël.

## Étoiles à sept branches
Elle se retrouve sur les drapeaux de l’Australie (où il représente sept territoires), de la nation Cherokee, de l’Irak (de 1921-1959, où deux étoiles représentait les quatorze provinces), de la Jordanie (sept premiers versets du Coran), de l’Occitanie.

## Étoiles à huit branches
Également appelée étoile d'Andalousie, elle était souvent présente dans les décors architecturaux d’Al-Andalus.
Voir aussi le Rub El Hizb en islam et l’étoile de Lakshmi dans l’hindouisme.
Elle se retrouve sur plusieurs drapeaux dont celui du Royaume du Maroc pendant le règne de la dynastie des Mérinides (1244-1465) de l’Irak (1959–1963), l’Azerbaïdjan(pour les 8 peuples turcs).
Représente également la déesse Ishtar (parfois Esthar) déesse Mésopotamienne d'origine sémitique. Elle est considérée comme une déesse astrale associé à la planète Vénus, ainsi qu'une déesse de l'amour, la sexualité et la guerre.
On la retrouve sur les monnaies médiévales comme celles des Comtes de Toulouse, accompagnée d'une demi-lune.
L'étoile rouge à huit branches se retrouve dans le logo choisi en 2000 par le conseil régional d’Île-de-France pour symboliser les sept départements et Paris qui la constituent la région. 
L’étoile à 8 branches symbole très répandu dans l’architecture islamique, et plus largement dans le futur monde arabo-musulman, dont la présence est attestée depuis la Rome antique, notamment à Cherchell, (Algérie),sous le règne de Juba II, avant même la naissance de la religion du prophète Muhammad (VIIe siècle).

## Étoiles à neuf branches

Étoile à neuf branches baha'ie

L’étoile à neuf branches est devenue un autre des symboles du bahaïsme et fut inventée par l'architecte de la Maison d'Adoration baha'ie de Wilmette (près de Chicago, aux États-Unis), Jean-Baptiste Bourgeois (1856-1930). Le chiffre 9 revient souvent dans cette religion car, selon l’isopséphie utilisée, le mot « Bahá' » a une équivalence numérique de 9 selon la numération Abjad.
Elle est aussi utilisée dans la théorie de l’ennéagramme qui repose sur la distinction de neuf types de personnalités. C'est aussi une référence aux neuf grandes éducateurs de l'humanité reconnus par les baha'is : Krishna, Abraham, Moïse, Bouddha, Zoroastre, Jésus, Mahomet, le Báb et Bahá'u'lláh. C'est encore une référence au passage au stade de maturité pour l'humanité, car le chiffre 9 contient tous les autres et symbolise la perfection et l'accomplissement.

## Étoiles à dix branches
Le motif de l'étoile à 10 branches a été occasionnellement utilisé dans l'art, en témoigne la montre à 10 branches exposée au château d'Écouen et réalisée à la Renaissance par l'orfèvre Martin Duboule installé à Genève. La décoration de cette montre est faite d'or, d'émail et de diamants. L'étoile à dix branches permettait de dessiner un objet plus complexe et plus travaillé (alors que la figure de l'étoile à 5 branches est comparativement plus simple) tout en conservant une symétrie.

## Étoile à onze branches
Se retrouve par la forme du fort bâti sur Liberty Island.

## Étoile à douze branches
Elle se retrouve sur le drapeau de Nauru (pour les douze tribus originelles).

## Étoile à quatorze branches
Elle se retrouve avec un croissant sur le drapeau de la Malaisie (Islam).

## Étoile à seize branches
L’étoile ou soleil de Vergina était présente sur le drapeau de la Macédoine de 1992 à 1995.

## Autres étoiles
Dans l'Ouest américain, les shérifs et les marshals portaient en badge une étoile à cinq ou six branches, symbole de leur autorité. La tradition est perpétuée par les shérifs aux États-Unis, pouvant également porter une étoile à sept branches.

## Codage informatique
En dehors de l'étoile "standard" « * » ou « * » (affichage variable selon la police de caractères) ayant le code ASCII 42, il existe plusieurs étoiles en Unicode. Elles sont presque toutes présentes dans la table des caractères Unicode - casseau.
| Caractère |                                          | Code Unicode |
| --------- | ---------------------------------------- | ------------ |
| ٭         | Étoile à cinq branches arabe             | U+066D       |
| ≛         | Égal avec étoile en chef                 | U+225B       |
| ⋆         | Opérateur étoile                         | U+22C6       |
| ★         | Étoile noire                             | U+2605       |
| ☆         | Étoile blanche                           | U+2606       |
| ☪         | Étoile et croissant                      | U+262A       |
| ✡         | Étoile de David                          | U+2721       |
| ✦         | Étoile noire à quatre branches           | U+2726       |
| ✧         | Étoile blanche à quatre branches         | U+2727       |
| ✩         | Étoile blanche à contour accentué        | U+2729       |
| ✪         | Étoile blanche cerclée                   | U+272A       |
| ✭         | Étoile noire avec contour                | U+272D       |
| ✮         | Étoile noire avec gros contour           | U+272E       |
| ✯         | Étoile rayonnante                        | U+272F       |
| ✰         | Étoile blanche ombrée                    | U+2730       |
| ✴         | Étoile noire à huit branches             | U+2734       |
| ✵         | Étoile rayonnante à huit branches        | U+2735       |
| ✶         | Étoile noire à six branches              | U+2736       |
| ✷         | Étoile rectiligne à huit branches        | U+2737       |
| ✸         | Grosse étoile rectiligne à huit branches | U+2738       |
| ✹         | Étoile noire à douze branches            | U+2739       |
| ❂         | Étoile cerclée percée à huit branches    | U+2742       |

En TeX, il existe la commande \star qui donne {\displaystyle \star }, ainsi que \ast qui donne {\displaystyle \ast }, de même que la saisie du simple caractère *.